# Automeris mixtus
Automeris mixtus är en fjärilsart som beskrevs av Eugène Louis Bouvier 1936. Automeris mixtus ingår i släktet Automeris och familjen påfågelsspinnare. Inga underarter finns listade i Catalogue of Life.